# دختر قاچاقچی
دختر قاچاقچی (انگلیسی: The Smuggler's Daughter) یک فیلم کمدی صامت کوتاه به کارگردانی جرالد تی. هِـوِنـِر است که در سال ۱۹۱۴ منتشر شد. از بازیگران این فیلم می‌توان به اولیور هاردی و ریموند مک‌کی اشاره کرد.